# Kajsa Kling
Kajsa Britta Kling (ur. 25 grudnia 1988 w Åre) – szwedzka narciarka alpejska.

## Kariera
Na arenie międzynarodowej Kajsa Kling po raz pierwszy pojawiła się 17 grudnia 2003 roku w Åre, gdzie w zawodach FIS Race w slalomie zajęła 22. miejsce. W 2005 roku wystartowała na mistrzostwach świata juniorów w Bardonecchii, gdzie jej najlepszym wynikiem było 37. miejsce w zjeździe. Jeszcze trzykrotnie startowała na imprezach tego cyklu, najlepsze wyniki osiągając podczas rozgrywanych rok później mistrzostw świata juniorów w Quebecu, gdzie była między innymi dwunasta w gigancie oraz piętnasta w supergigancie.
W zawodach Pucharu Świata zadebiutowała 13 stycznia 2007 roku w Altenmarkt, zajmując 64. miejsce w zjeździe. Pierwsze pucharowe punkty wywalczyła 2 grudnia 2007 roku w Lake Louise, gdzie zajęła 28. miejsce w supergigancie. Na podium zawodów tego cyklu po raz pierwszy stanęła 14 grudnia 2013 roku w Sankt Moritz, kończąc supergiganta na drugiej pozycji. W zawodach tych rozdzieliła na podium Tinę Weirather z Liechtensteinu oraz Austriaczkę Annę Fenninger. Najlepsze wyniki osiągała w sezonie 2013/2014, kiedy zajęła 15. miejsce w klasyfikacji generalnej, a w klasyfikacji supergiganta była ósma.
W 2010 roku wystartowała w gigancie na igrzyskach olimpijskich w Vancouver, kończąc rywalizację na 26. miejscu. Podczas rozgrywanych cztery lata później igrzysk olimpijskich w Soczi jej najlepszym wynikiem było osiemnaste miejsce w tej samej konkurencji. Była też między innymi ósma w supergigancie podczas mistrzostw świata w Vail/Beaver Creek w 2015 roku.
28 grudnia 2010 w Semmering uległa wypadkowi, który wykluczył ją z zawodów do końca sezonu.
Ma trzech braci i siostrę.

## Osiągnięcia

### Igrzyska olimpijskie
| Miejsce | Dzień     | Rok  | Miejscowość | Konkurencja | Czas biegu  | Strata  | Zwyciężczyni              |
| ------- | --------- | ---- | ----------- | ----------- | ----------- | ------- | ------------------------- |
| 26.     | 25 lutego | 2010 | Vancouver   | Gigant      | 2:27,11 min | +2,82 s | Viktoria Rebensburg       |
| 23.     | 12 lutego | 2014 | Soczi       | Zjazd       | 1:41,57 min | +2,12 s | Dominique Gisin Tina Maze |
| DNF1    | 15 lutego | 2014 | Soczi       | Supergigant | 1:25,52 min | -       | Anna Fenninger            |
| 18.     | 18 lutego | 2014 | Soczi       | Gigant      | 2:36,87 min | +3,43 s | Tina Maze                 |

### Mistrzostwa świata
| Miejsce | Dzień     | Rok  | Miejscowość       | Konkurencja | Czas biegu  | Strata  | Zwyciężczyni       |
| ------- | --------- | ---- | ----------------- | ----------- | ----------- | ------- | ------------------ |
| DNF     | 6 lutego  | 2007 | Åre               | Supergigant | 1:18,85 min | -       | Anja Pärson        |
| DNF     | 11 lutego | 2007 | Åre               | Zjazd       | 1:26,89 min | -       | Anja Pärson        |
| 8.      | 3 lutego  | 2015 | Vail/Beaver Creek | Supergigant | 1:10,29 min | +1,47 s | Anna Fenninger     |
| 18.     | 6 lutego  | 2015 | Vail/Beaver Creek | Zjazd       | 1:45,89 min | +2,10 s | Tina Maze          |
| DNF     | 7 lutego  | 2017 | Sankt Moritz      | Supergigant | 1:32,34 min | -       | Nicole Schmidhofer |
| 17.     | 12 lutego | 2017 | Sankt Moritz      | Zjazd       | 1:32,85 min | +1,79 s | Ilka Štuhec        |
| 24.     | 16 lutego | 2017 | Sankt Moritz      | Gigant      | 2:05,55 min | +3,71 s | Tessa Worley       |

### Mistrzostwa świata juniorów
| Miejsce | Dzień     | Rok  | Miejscowość  | Konkurencja | Czas biegu  | Strata  | Zwyciężczyni          |
| ------- | --------- | ---- | ------------ | ----------- | ----------- | ------- | --------------------- |
| 37.     | 23 lutego | 2005 | Bardonecchia | Zjazd       | 1:28,84 min | +3,74 s | Nadia Fanchini        |
| 39.     | 24 lutego | 2005 | Bardonecchia | Supergigant | 1:26,81 min | +4,18 s | Andrea Fischbacher    |
| DNF2    | 25 lutego | 2005 | Bardonecchia | Slalom      | 1:23,97 min | -       | Šárka Záhrobská       |
| 50.     | 26 lutego | 2005 | Bardonecchia | Gigant      | 2:21,34 min | +7,46 s | Nadia Fanchini        |
| 21.     | 3 marca   | 2006 | Québec       | Zjazd       | 1:13,51 min | +2,26 s | Marianne Abderhalden  |
| DNF1    | 4 marca   | 2006 | Québec       | Slalom      | 1:37,30 min | -       | Maria Pietilä-Holmner |
| 15.     | 5 marca   | 2006 | Québec       | Supergigant | 1:10,96 min | +2,01 s | Anna Fenninger        |
| 12.     | 7 marca   | 2006 | Québec       | Gigant      | 2:22,43 min | +2,22 s | Anna Fenninger        |
| DNS     | 7 marca   | 2007 | Altenmarkt   | Zjazd       | 1:39,69 min | -       | Tina Weirather        |
| 29.     | 23 lutego | 2008 | Formigal     | Supergigant | 1:40,19 min | +4,35 s | Viktoria Rebensburg   |
| DNF     | 26 lutego | 2008 | Formigal     | Zjazd       | 1:50,13 min | -       | Ilka Štuhec           |
| DNF2    | 28 lutego | 2008 | Formigal     | Slalom      | 1:33,85 min | -       | Bernadette Schild     |
| 50.     | 29 lutego | 2008 | Formigal     | Gigant      | 1:42,50 min | +5,66 s | Anna Fenninger        |

### Puchar Świata

#### Miejsca w klasyfikacji generalnej
- sezon 2007/2008: 124.
- sezon 2008/2009: 105.
- sezon 2009/2010: 89.
- sezon 2010/2011: 86.
- sezon 2011/2012: 90.
- sezon 2012/2013: 102.
- sezon 2013/2014: 15.
- sezon 2014/2015: 27.
- sezon 2015/2016: 17.
- sezon 2016/2017: 22.

#### Miejsca na podium w zawodach
1. Sankt Moritz – 14 grudnia 2013 (supergigant) – 2. miejsce
2. Lake Louise – 2 grudnia 2016 (zjazd) – 3. miejsce